# Thisted FC
Maillots
Le Thisted FC est un club danois de football basé à Thisted.